# Glaur
Glaur es un personaje de la mitología nórdica. Probablemente era hija de Surt. Glaur sería el brillo y de su nombre derivaría la palabra glor, que significa oro.
Glaur sería la madre de Sigel, diosa del sol, y Máni, dios de la luna, junto con Mundilfari.
- Datos: Q3108602